# Tau Sagittarii
Désignations
Tau Sagittarii (τ Sgr / τ Sagittarii) dans la Désignation de Bayer, est une étoile de la constellation du Sagittaire.

## Nomenclature
Alsadira Quarta est le nom propre de Tau Sagittarii / τ Sgr. C’est l’arabe الصادرة al-Ṣādira. Pour le comprendre, il faut voir que l’espace gréco-arabe de Sagittarius est occupé, dans le ciel arabe traditionnel, par une grande scène animalière nommée النعايم al-Naᶜā’im, « les Autruches », qui correspond à la XXe des manāzil al-qamar ou « stations lunaires », appellation qui concerne deux groupes. L'un est الواردة النعايم al-Naᶜā’im al-Wārida, « les Autruches qui descendent [boire] » au Fleuve, en arabe النهر al-Nahar, qui est un des noms de la Voie lactée, tandis que l'autre est النعايم الصادرة al-Naᶜā’im al-Ṣādira, « les Autruches qui reviennent [de boire] ». Ces deux groupes sont articulés de part et d’autre de راحي النعايم Rāᶜī al-Naᶜā’im, « le Berger des Autruches ». Voir l’image intitulée « النعايم  al-Naᶜā’im, la figure arabe des Autruches près de la voie lactée » dans la page consacrée à la constellation du Sagittaire.
Nous avons donc الصادرة النعايم al-Naᶜā’im al-Ṣādira, « les Autruches qui reviennent de boire » pour le groupe φςζτ Sgr, si l'on classe les étoiles dans l’ordre normal des ascensions droites. Les étoiles apparaissent bien dans cet ordre dans le Ğāmiᶜ al-Mabādī wa-l-Ġāyāt fī ᶜilm al-mīqāt ou Collection des principes et des objectifs dans la science de la mesure du temps d’Abu Ali al-Hasan al-Marrakushi (en) (1282), édité par Jean-Jacques Emmanuel Sédillot. 
Le nom Alsadira quarta se rencontre toutefois chez Ahmed Benhamouda (1950), non pour τ Sgr mais pour ζ Sgr du fait qu'il prend l'ordre des apparitions chez Louis Amélie Sédillot, Mémoire [ou Supplément] sur les instruments astronomiques des Arabes, Paris : Impr. Royale, 1841.
Louis Amélie Sédillot. Il faut bien redresser ce nom du fait que le nom Al Sadira Tertia circule dans le catalogues modernes à partir de la transcription Thaleth al Sadirah |i.e.] tertia τῶν al Sadirah donnée par la présentation du traité de l’Égyptien Muḥammad al-Aḫsāsī al-Muwaqqit, Durrāt al-muḍiyya fī l-ᶜamal al-šamsiyya ou Perles de brillance de l’activité solaire' par Edward Ball Knobel.
On trouve pour cette étoile la variante Nam al Sadira II chez Jack W. Rhoads. Cela s'explique par le fait que cet auteur reprend chez Richard Allen (1899) d'abord l'autre nom donné pour la XVIIIe des manāzil al-qamar ou « stations lunaires », à savoir النعام الصادرة al-Naᶜām al-Ṣādira, et ensuite qu'il donne une composition et un classement curieux du groupe  النعايم الصادرة al-Naᶜā’im al-Ṣādira, soit ςζφχ et τ SgrRichard Allen (1899) .

## Propriétés
C'est une géante de type spectral K1,5IIIb, située à 120 années-lumière de la Terre. et d'une magnitude apparente de +3,32. Elle est légèrement plus froide que le Soleil, d'une couleur orange clair.
C'est également l'étoile visible à l'œil nu la plus proche du point d'origine du signal Wow! reçu en 1977.